# Thüringer Landesamt für Umwelt, Bergbau und Naturschutz

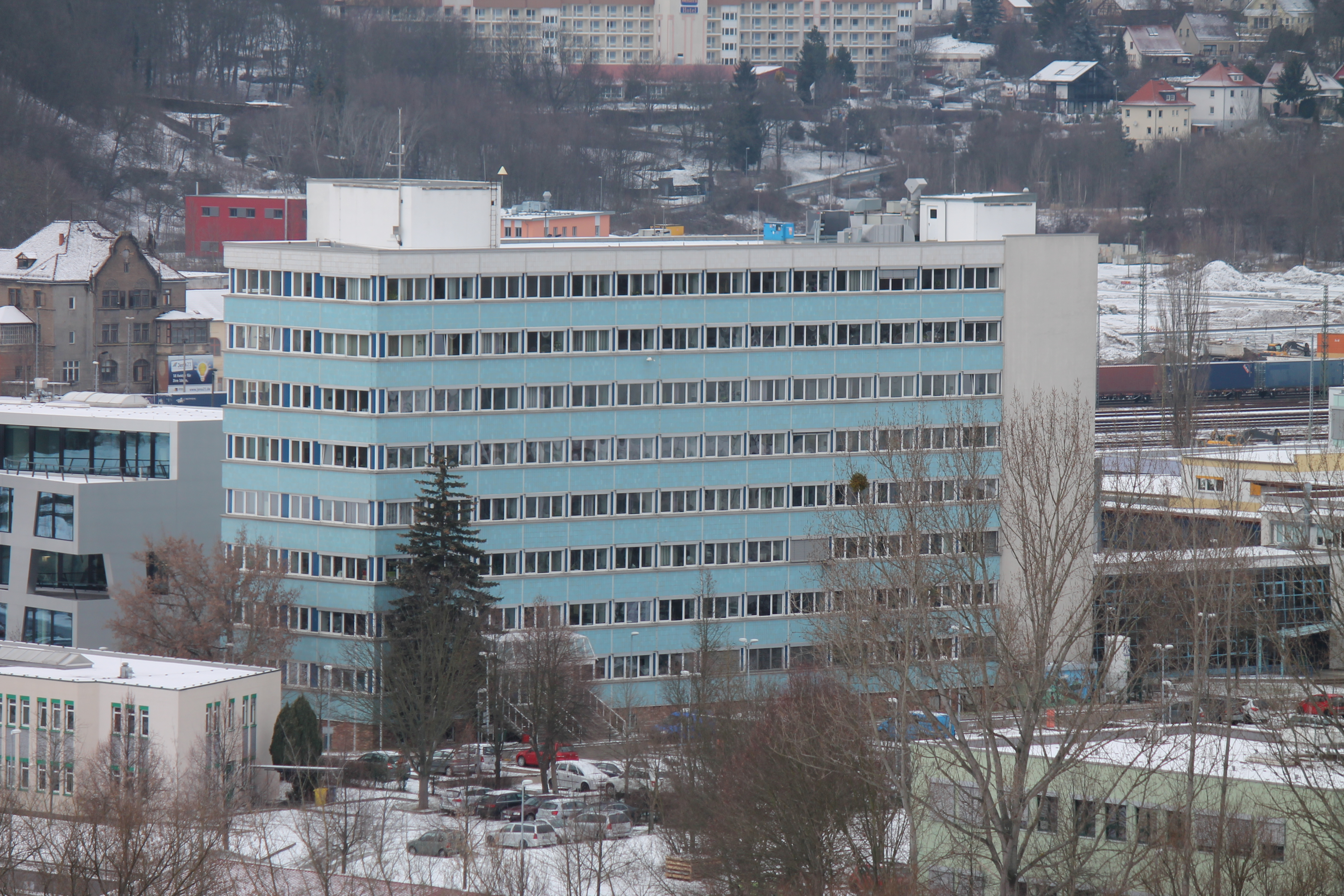
Das Dienstgebäude des TLUBN in Göschwitz

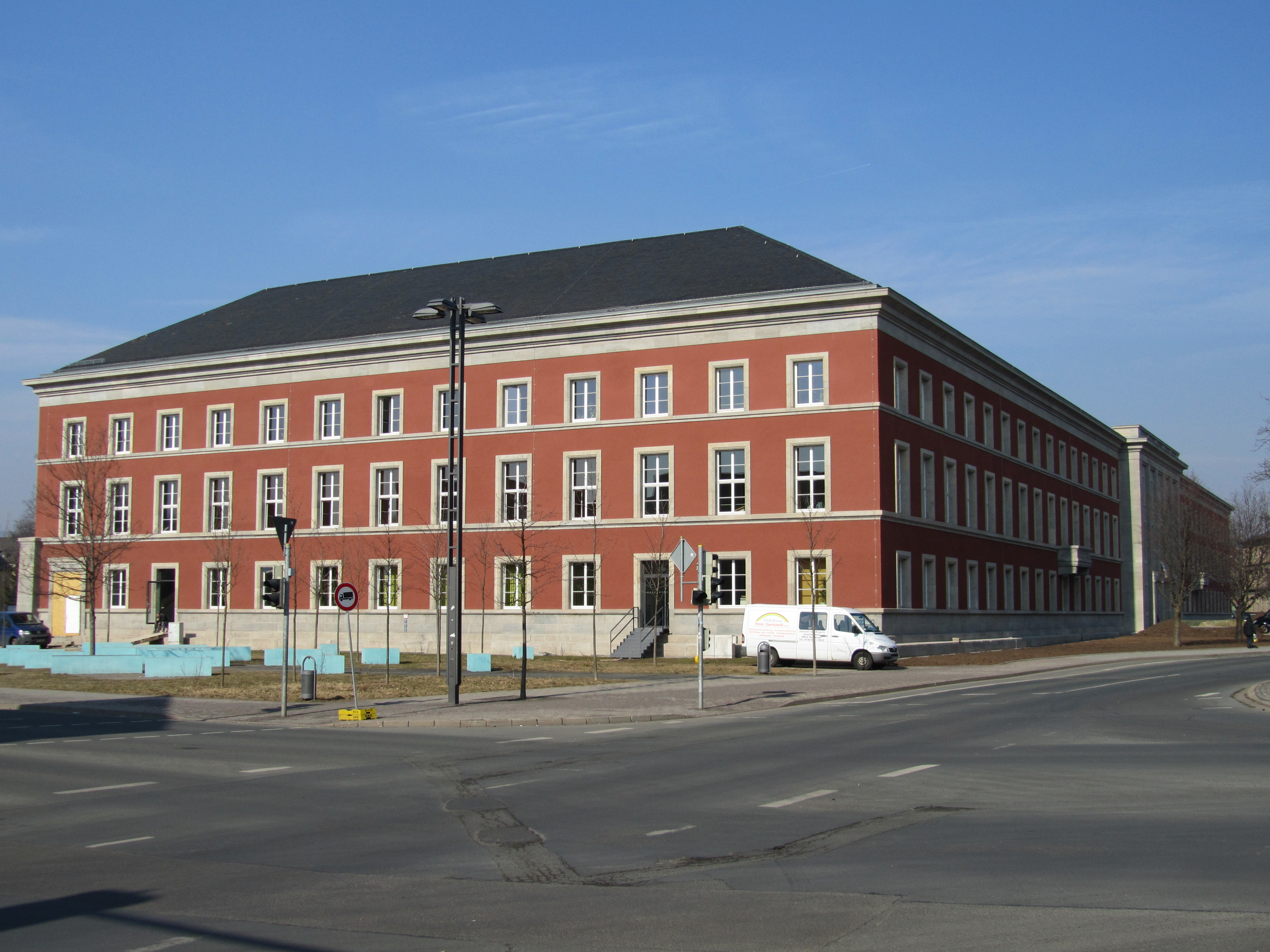
Von Landesverwaltungsamt und TLUBN genutztes Dienstgebäude Weimar

Das Thüringer Landesamt für Umwelt, Bergbau und Naturschutz (TLUBN) ist eine Behörde des Freistaates Thüringen, die zum 1. Januar 2019 durch Fusion der Thüringer Landesanstalt für Umwelt und Geologie (TLUG) mit dem Thüringer Landesbergamt und der Abteilung Umwelt aus dem Thüringer Landesverwaltungsamt im Zuge der Funktional- und Verwaltungsreform der Thüringer Landesregierung unter dem Kabinett Ramelow I entstand. Hierzu wurde in Artikel 8 des Thüringer Verwaltungsreformgesetzes 2018 (ThürVwRG 2018) vom 18. Dezember 2018 (GVBl. S. 731, 741) das Thüringer Gesetz zur Neustrukturierung von Behörden im Bereich der Umweltverwaltung (ThürNeustrUmwBG) beschlossen. Es ist als obere Landesbehörde dem Thüringer Ministerium für Umwelt, Energie und Naturschutz nachgeordnet und zählt circa 700 Mitarbeiter. Das Landesamt hat seinen Dienstsitz in Jena (Göschwitz), zwei Außenstellen in Weimar (Carl-August-Allee 8/10 und Harry-Graf-Kessler-Str.), jeweils eine Außenstelle in Gera und Bad Salzungen, ein Geologisches Probenarchiv in Niederpöllnitz, zwei Landesmessstellen für Umweltradioaktivität in Jena und Gera, sowie jeweils eine Regionalstelle in Suhl und Sondershausen. Zum TLUBN gehört außerdem die Staatliche Vogelschutzwarte Seebach.
Das Präsidentamt des TLUBN ist vakant. Erster Präsident war von 2019 bis 2024 Mario Suckert.

## Aufgaben
Das TLUBN ist unter anderem zuständig für die Bereiche Ökologie und Naturschutz, Bergbau, Immissionsschutz, Kreislauf- und Abfallwirtschaft, Wasser, Boden, Altlasten, Geologie und Grundwasser, Umweltinformationen, Umweltbildung, Raumanalyse, Umweltanalytik und Umweltradioaktivität.
Dem TLUBN unterliegt unter anderem auch der geologische Landesdienst.
Gemäß §§ 59 Abs. 2 sowie 60 Thüringer Wassergesetz ist das TLUBN obere Wasserbehörde und technische Fachbehörde des Freistaats Thüringen. Zudem unterhält es für den Freistaat Thüringen die Gewässer I. Ordnung.
Das TLUBN ist Herausgeber der Geologischen Karte von Thüringen.

## Ehemalige Präsidenten des Thüringer Landesamt für Umwelt, Bergbau und Naturschutz und seiner Vorgängerinstitutionen
- Heinrich Gesang
- Mario Suckert